# Löchermaske

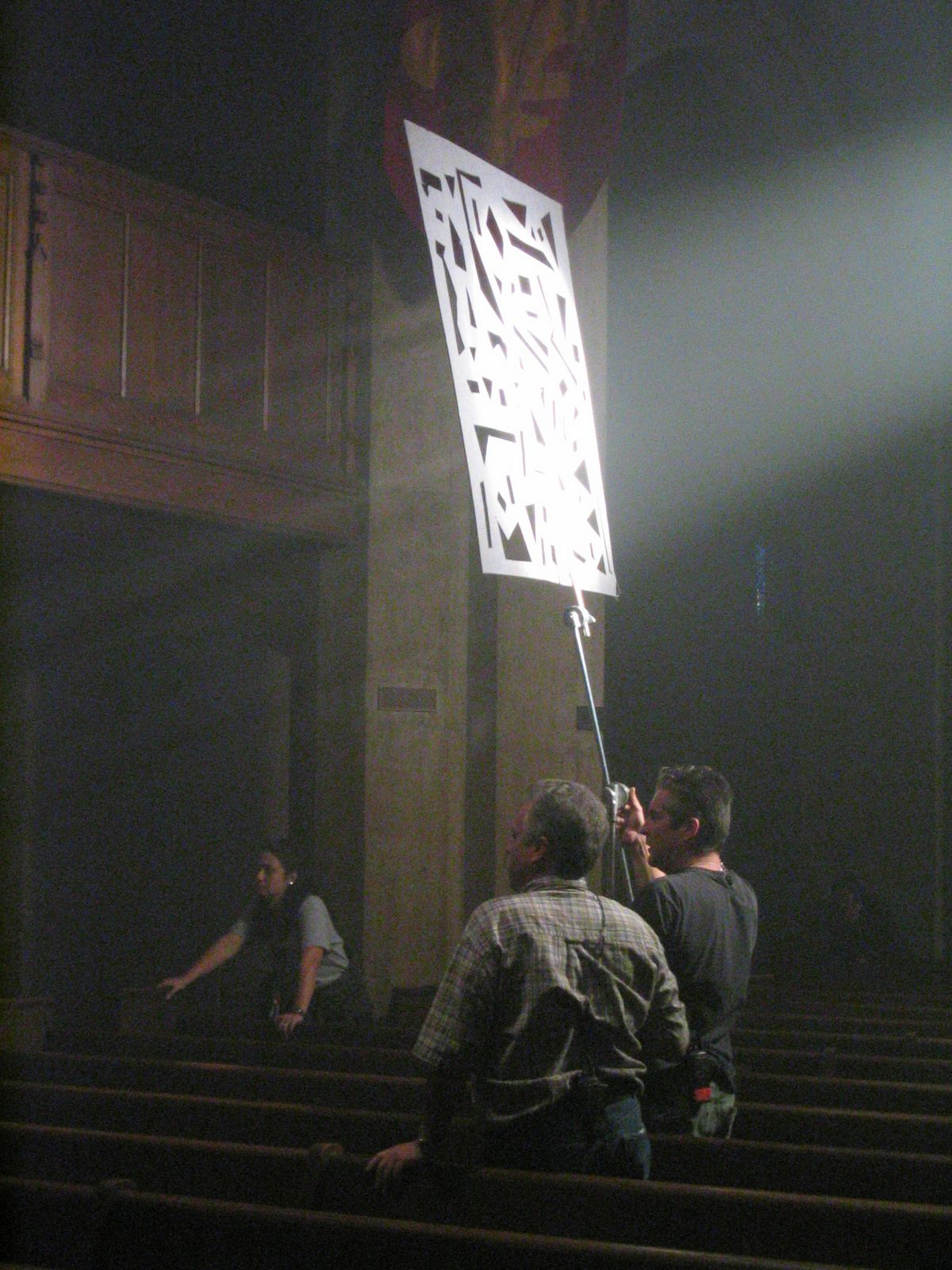
Cuculores während der Dreharbeiten zu Das Vermächtnis der Tempelritter

Eine Löchermaske (auch Kokolores, Chichi, Cuculores) ist bei der Filmproduktion ein dünnes, schwarzes Kunststoff- oder Holzbrett von ca. 80 × 120 cm, das verwendet wird, um komplizierte Lichteffekte zu erzeugen. Dazu sind aus dem Brett zahlreiche Formen ausgeschnitten, die den negativen Schatten von Laubbäumen, o. Ä. entsprechen. Die Löchermaske wird auf einem Stativ in der Nähe eines Scheinwerfers montiert und erzeugt dann lebendige Lichtflecken im Motiv. Vom Gobo unterscheidet es sich hauptsächlich durch die Größe.
Die Löchermaske ist besonders wichtig für Innenraumszenen, die sehr unecht wirken, wenn nur das flächige Licht der normalen Scheinwerfer verwendet würde. Dabei tritt das Problem auf, dass das natürliche Lichtspiel in einem Innenraum (beispielsweise der Lichteinfall durch ein Fenster) zu dunkel ist, um als Beleuchtung für eine Filmszene auszureichen. Das zur Aufhellung benutzte künstliche Licht ist jedoch so stark, dass es die natürlichen Lichteffekte überdeckt. Daher ist es nötig, das natürliche Licht mit Hilfe von zusätzlichen Scheinwerfern nachzuempfinden, sodass die gewünschten Lichteffekte stärker sind als das Aufhellungslicht und daher im Film sichtbar bleiben. Deshalb muss zusätzlich eine Löchermaske mit einem besonders starken Scheinwerfer eingesetzt werden. Man spricht dabei von Effektlicht.

## Belege
1. ↑  Kokolores. Abgerufen am 1. Februar 2021.
2. ↑  Cuculores. In: Lexikon der Filmbegriffe. 5. Oktober 2016, abgerufen am 20. Juli 2019.
3. 1 2  Julius von Harpen: Löchermaske. In: Lexikon der Filmbegriffe. 5. Oktober 2016, abgerufen am 20. Juli 2019.